# Schloss Münchingen

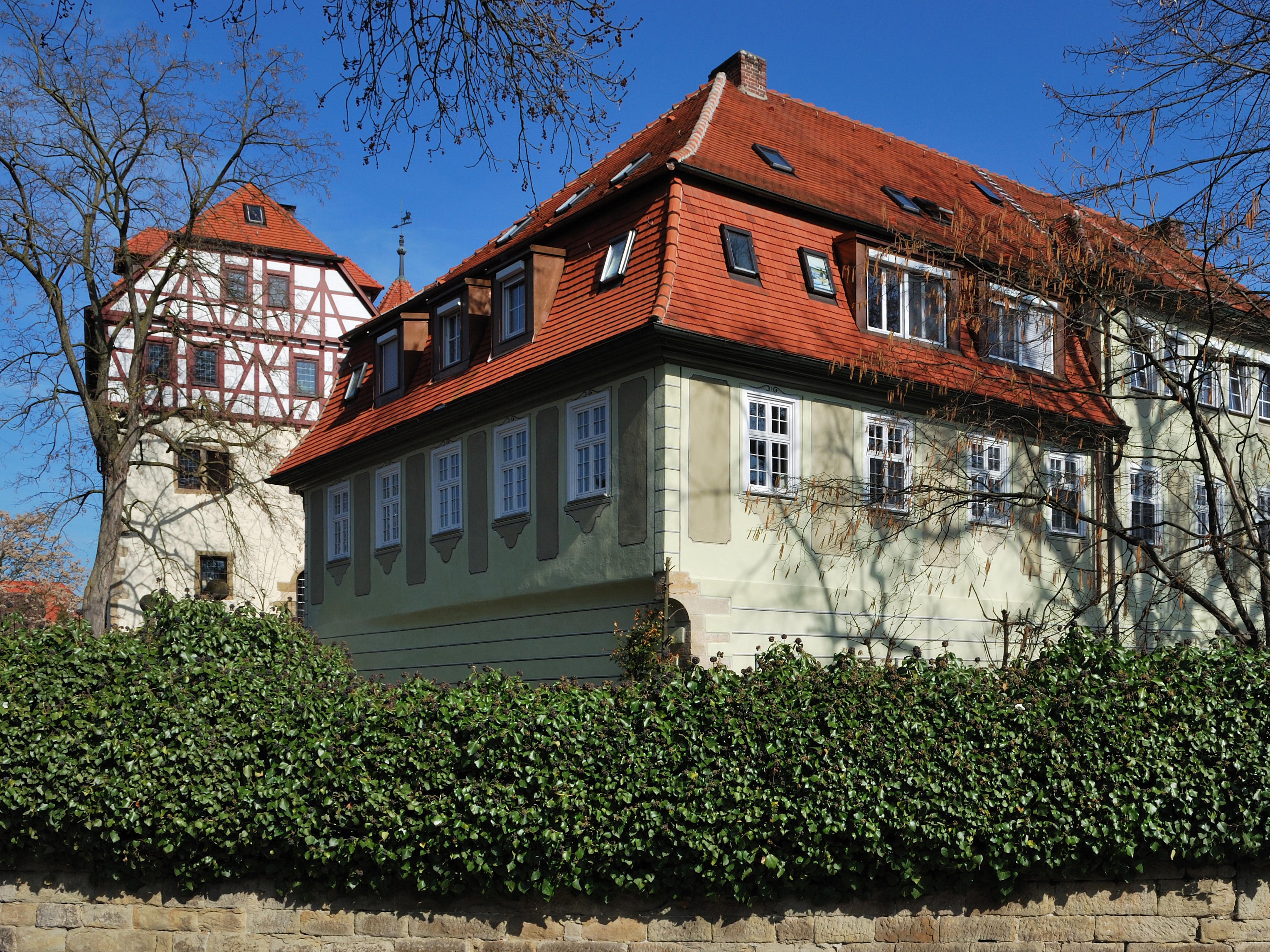
Schloss Münchingen: Im Vordergrund der Barockbau, im Hintergrund das Alte Schloss

Das Schloss Münchingen ist eine vierflügelige Schlossanlage in Korntal-Münchingen im Landkreis Ludwigsburg in Baden-Württemberg, bestehend aus dem Alten Schloss und dem Neuen Schloss.

## Geschichte

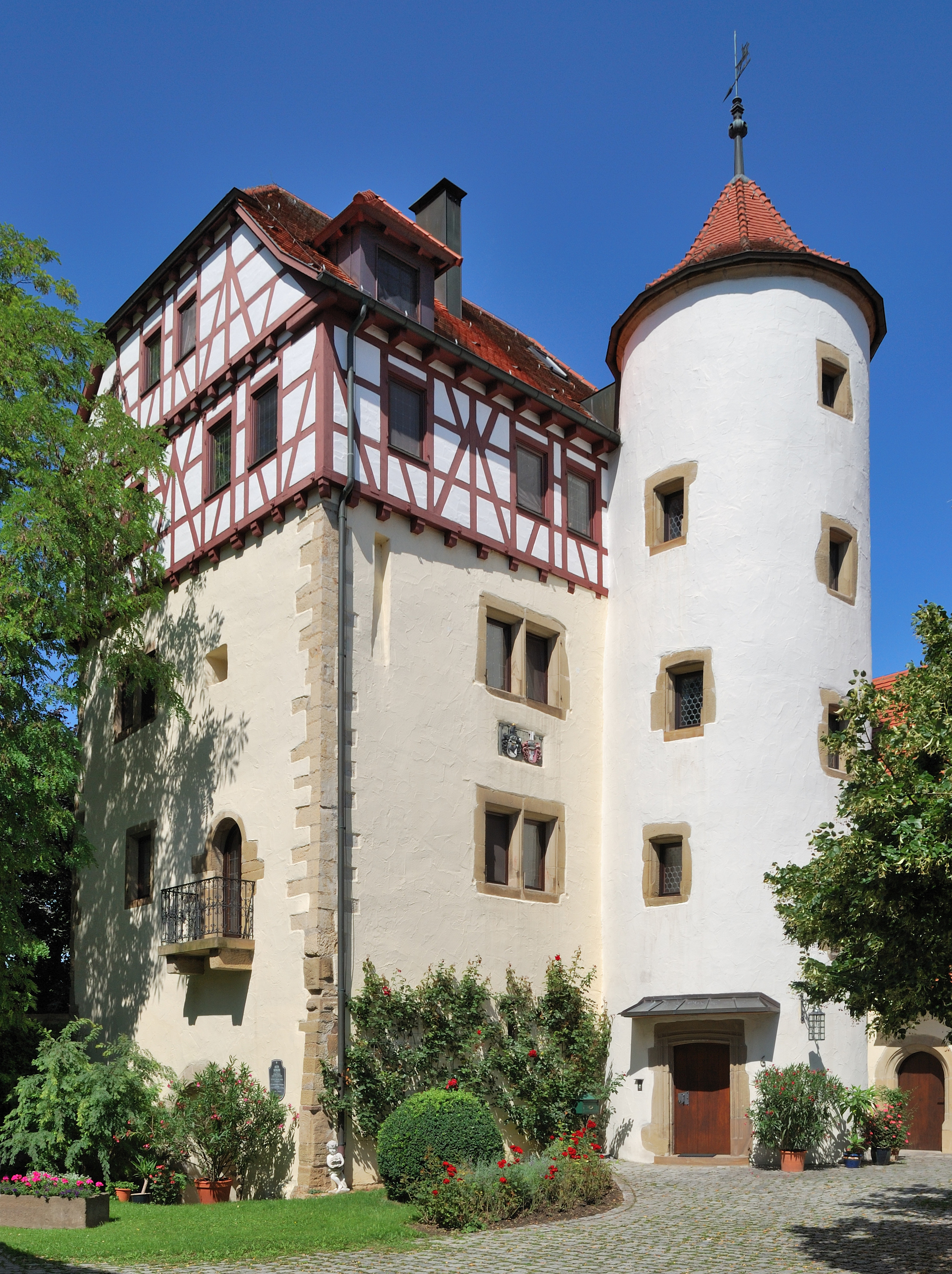
Altes Schloss Münchingen

Auf dem Gelände des Schlosses stand bereits eine 1304 erstgenannte Burg.
An deren Stelle wurde 1588 der älteste Bau der heutigen Anlage, das Alte Schloss errichtet. Beim Bau bezog man eventuell Teile der Burg wie einen Bergfried oder einen Wohnturm ein. Eine steinerne Tafel mit Inschrift am Wohnhaus verweist noch heute auf die Bauherrn Werner von Münchingen und seine Frau Ursula von Riep.
Im Jahre 1619 wurden der ehemalige Fruchtkasten und das Stallgebäude fertiggestellt, die heute den Hofraum komplettieren. 1733 wurde das Schloss von den Münchingen an die Freiherren von Harling verkauft.
Diese errichteten bald darauf auf Ruinen des Hauptbaus der Burg ein neues Schloss im barocken Stil. Zahlreiche Besitzerwechsel in der Folgezeit prägten die Geschichte und das Erscheinungsbild des Neuen Schlosses. 
Durch Vernachlässigung waren sowohl Altes Schloss als auch Barockbau Mitte des 20. Jahrhunderts sanierungsbedürftig. In den 1970er und 1980er Jahren wurde eine tiefgreifende Renovierung durchgeführt, bei dem u. a. das nicht mehr existierende Fachwerkgeschoss des Alten Schlosses und die Rokokomalereien am Barockbau wiederhergestellt wurden. Auch 2019 und 2020 wurden Renovierungsarbeiten am neuen Schloss durchgeführt. 
Heute befindet sich das Schloss in Privatbesitz.